# Ciry-le-Noble
Ciry-le-Noble és un municipi francès, situat al departament de Saona i Loira i a la regió de Borgonya - Franc Comtat. L'any 2007 tenia 2.411 habitants.

## Demografia

### Població
El 2007 la població de fet de Ciry-le-Noble era de 2.411 persones. Hi havia 1.026 famílies, de les quals 288 eren unipersonals (140 homes vivint sols i 148 dones vivint soles), 385 parelles sense fills, 301 parelles amb fills i 52 famílies monoparentals amb fills.
La població ha evolucionat segons el següent gràfic:
Habitants censats

### Habitatges
El 2007 hi havia 1.249 habitatges, 1.048 eren l'habitatge principal de la família, 69 eren segones residències i 132 estaven desocupats. 1.068 eren cases i 180 eren apartaments. Dels 1.048 habitatges principals, 767 estaven ocupats pels seus propietaris, 238 estaven llogats i ocupats pels llogaters i 44 estaven cedits a títol gratuït; 2 tenien una cambra, 41 en tenien dues, 215 en tenien tres, 358 en tenien quatre i 432 en tenien cinc o més. 788 habitatges disposaven pel capbaix d'una plaça de pàrquing. A 467 habitatges hi havia un automòbil i a 468 n'hi havia dos o més.

### Piràmide de població
La piràmide de població per edats i sexe el 2009 era:
| Homes | Edats   | Dones |
| ----- | ------- | ----- |
| 0     | 95 o +  | 4     |
| 12    | 90 a 94 | 4     |
| 8     | 85 a 89 | 12    |
| 20    | 80 a 84 | 28    |
| 60    | 75 a 79 | 64    |
| 76    | 70 a 74 | 84    |
| 64    | 65 a 69 | 80    |
| 64    | 60 a 64 | 60    |
| 64    | 55 a 59 | 64    |
| 108   | 50 a 54 | 88    |
| 84    | 45 a 49 | 108   |
| 100   | 40 a 44 | 84    |
| 96    | 35 a 39 | 84    |
| 76    | 30 a 34 | 104   |
| 48    | 25 a 29 | 24    |
| 52    | 20 a 24 | 44    |
| 92    | 15 a 19 | 60    |
| 72    | 10 a 14 | 112   |
| 72    | 5 a 9   | 100   |
| 48    | 0 a 4   | 48    |

## Economia
El 2007 la població en edat de treballar era de 1.542 persones, 1.069 eren actives i 473 eren inactives. De les 1.069 persones actives 942 estaven ocupades (508 homes i 434 dones) i 126 estaven aturades (54 homes i 72 dones). De les 473 persones inactives 220 estaven jubilades, 118 estaven estudiant i 135 estaven classificades com a «altres inactius».

### Ingressos
El 2009 a Ciry-le-Noble hi havia 1.059 unitats fiscals que integraven 2.460,5 persones, la mediana anual d'ingressos fiscals per persona era de 15.898 €.

### Activitats econòmiques
Dels 47 establiments que hi havia el 2007, 1 era d'una empresa alimentària, 6 d'empreses de fabricació d'altres productes industrials, 10 d'empreses de construcció, 9 d'empreses de comerç i reparació d'automòbils, 3 d'empreses de transport, 1 d'una empresa d'hostatgeria i restauració, 2 d'empreses financeres, 7 d'empreses de serveis, 5 d'entitats de l'administració pública i 3 d'empreses classificades com a «altres activitats de serveis».
Dels 15 establiments de servei als particulars que hi havia el 2009, 1 era una oficina de correu, 1 taller de reparació d'automòbils i de material agrícola, 1 paleta, 1 fusteria, 4 lampisteries, 4 electricistes i 3 perruqueries.
Dels 3 establiments comercials que hi havia el 2009, 1 era un hipermercat i 2 fleques.
L'any 2000 a Ciry-le-Noble hi havia 41 explotacions agrícoles que ocupaven un total de 2.494 hectàrees.

## Equipaments sanitaris i escolars
El 2009 hi havia 1 centre de salut i 1 farmàcia.
El 2009 hi havia 2 escoles maternals i 2 escoles elementals.

## Poblacions més properes
El següent diagrama mostra les poblacions més properes.